# Opłata paliwowa
Opłata paliwowa – należność pobierana w Polsce w wyniku wprowadzania na rynek krajowy paliw silnikowych oraz gazu wykorzystywanego do napędu pojazdów samochodowych przystosowanych technicznie do zasilania tym paliwem. Wpływy z opłaty paliwowej w 80% zasilają Krajowy Fundusz Drogowy, a w 20% Fundusz Kolejowy.
Obowiązek uiszczania opłaty paliwowej ciąży na:
- producencie paliw silnikowych lub gazu,
- importerze paliw silnikowych lub gazu,
- podmiocie dokonującym nabycia wewnątrzwspólnotowego w rozumieniu przepisów o podatku akcyzowym paliw silnikowych lub gazu,
- innym podmiocie podlegającym na podstawie przepisów o podatku akcyzowym obowiązkowi podatkowemu w zakresie podatku akcyzowego od paliw silnikowych lub gazu[2].

Podmioty, na których ciąży obowiązek zapłaty opłaty paliwowej, obowiązane są składać informację o opłacie paliwowej właściwemu naczelnikowi urzędu celnego oraz obliczać i wpłacać opłatę paliwową w terminie do 25 dnia miesiąca następującego po miesiącu, w którym powstał obowiązek zapłaty. Wpłaty powinny być uiszczane na wyodrębniony rachunek bankowy izby celnej właściwej dla dokonywania wpłat kwot z tytułu zapłaty podatku akcyzowego.
Podmioty zobowiązane do zapłaty opłaty paliwowej są – z mocy ustawy – z tego obowiązku zwolnione w wypadku, gdy wynika to z umów międzynarodowych dotyczących międzynarodowego transportu drogowego.
Podstawą obliczenia opłaty paliwowej w przypadku paliw silnikowych lub gazu jest ilość paliw lub gazu, od których należy zapłacić podatek akcyzowy. Do 2005 roku stawka opłaty paliwowej utrzymywała się na stałym poziomie i wynosiła 105 zł za tonę paliwa silnikowego lub gazu. Obecnie ulega ona podwyższeniu w stopniu odpowiadającym wskaźnikowi wzrostu cen towarów i usług konsumpcyjnych w okresie pierwszych trzech kwartałów roku w stosunku do analogicznego okresu roku poprzedniego. Stawka opłaty paliwowej jest ogłaszana przez ministra właściwego do spraw transportu w drodze obwieszczenia, w Dzienniku Urzędowym Rzeczypospolitej Polskiej „Monitor Polski”.